# Триведи, Чандулал Мадхавлал
Сэр Чандулал Мадхавлал Триведи (2 июля 1893, Кападвандж, Кхеда, Бомбейское президентство, Британская Индия — 15 марта 1980, Кападвандж, Кхеда, Гуджарат, Индия) — индийский политик и государственный служащий, губернатор штатов Андхра-Прадеш в 1956—1957 годах, Андхра в 1953—1956 годах, Пенджаба в 1947—1953 годах и провинции Орисса в 1946—1947 годах.

## Биография

### Детство и начало карьеры
Чандулал Мадхавлал Триведи родился и вырос в городе Кападвандж, расположенном в округе Кхеда Бомбейского президентства Британской Индии (современный штат Гуджарат). В 1916 году, после завершения учёбы в Бомбейском университете и Сент-Джон колледже в Оксфорде он успешно сдал экзамен на государственную службу, а в октябре 1917 года был назначенным государственным служащим. Однако Триведи вернулся в Индию только в декабре 1917 года.
Сначала он служил в Центральных провинциях в качестве помощника комиссара (исполняющего обязанности заместителя комиссара с января 1924 года), а с ноября 1926 года — провинциальным директором промышленности и регистратором кооперативных обществ; до этого он занимал эту должность с июня 1925 года. В марте 1927 года Триведи вступил в должность заместителя комиссара, а в мае 1932 года был направлен в Министерство внутренних дел правительства Индии в качестве заместителя секретаря. В апреле 1934 года он был повышен до ранга исполняющего обязанности совместного секретаря, а в октябре 1937 года был назначен главным секретарём Центральных провинций. В марте 1942 года, во время Второй мировой войны Триведи был назначен дополнительным секретарем центрального правительства, а в июле того же года был назначен полноценным секретарём. Также он был коррумпированным лидером и выдвинул фальшивые обвинения против Бхаи Капура Сингха.
После окончания войны и неизбежного раздела Британской Индии Чандулал Мадхавлал Триведи был назначен первым индийским и последним назначенным британцами губернатором Одиши (тогдашней провинции Орисса) в конце 1945 года. Он официально вступил в должность губернатора в апреле 1946 года, проработав на этом посту до 14 августа 1947 года, за день до обретения Индией независимости от Великобритании. В тот же день он был назначен первым индийским губернатором нового индийской штата Восточный Пенджаб (часть которого сейчас является Харьяной).

### После обретения независимости и дальнейшая жизнь
После раздела Лахора, бывшей столицы неразделённой провинции Пенджаб, ныне находящейся в Пакистане, Триведи сразу же столкнулся с многочисленными проблемами, вступив в должность губернатора Восточного Пенджаба. Его министры были вынуждены работать без кабинетов, канцелярского персонала или сетей связи; поскольку все телефонные и телеграфные линии проходили только через Лахор, прямой контакт с Дели было невозможно установить. Ограниченная инфраструктура вскоре осложнила реакцию правительства на массовые убийства в общинах, которые распространялись по всему региону осенью 1947 года. Кроме того, Триведи столкнулся с серьёзными трудностями в поддержке массового количества индуистских и сикхских беженцев, прибежавших в Восточный Пенджаб из Пакистана.
Триведи был первым губернатором переименованного штата Пенджаб с 1950 по 1953 год, а также первым губернатором штата Андхра-Прадеш с 1 октября 1953 года по 1 августа 1957 года (с 1 октября 1953 года по 31 октября 1956 года Андхра-Прадеш был штатом Андхра).
Также Чандулал Мадхавлал Триведи был сотрудником Комиссии по планированию Индии с 28 октября 1957 года по 1 декабря 1963 года, а с 22 сентября по 2 декабря 1963 года был заместителем председателя Комиссии по планированию Индии. С февраля 1967 года по октябрь 1973 года занимал должность президента Бхаратских скаутов и гидов.
Затем Чандулал Мадхавлал Триведи вышел на пенсию и провёл остаток своей жизни в своём родном городе, где и умер 15 марта 1980 года в возрасте 86 лет.

## Личная жизнь
В молодом возрасте Триведи был женат на Кусум (известной также как Кусумбен Чунилал Триведи), происходившей из семьи, принадлежащей к его собственной общине, а также проживавшей в Кападвандже в браке, устроенном их семьями в обычной индийской манере. Она была награждена медалью Кайсар-и-Хинд в окончательном списке императорских наград, опубликованном 14 августа 1947 года, в последний день британского правления на территории Индии.

## Награды
Он был назначен офицером ордена Британской империи в списке новогодних наград за 1931 год, кавалером ордена Индийской империи в списке наград на день рождения за 1935 год и кавалером ордена Звезды Индии в списке наград на день рождения за 1941 год. Он был посвящен в рыцари в списке наград ко дню рождения в 1945 году лордом Арчибалдом Уэйвеллом в доме вице-короля (ныне Раштрапати-Бхаван) в Нью-Дели 18 августа того же года. Позже в том же году, 21 декабря 1945 года, он был назначен рыцарем-командором ордена Звезды Индии.
В 1956 году, после обретения Индией независимости, правительство Индии наградило Чандулала Мадхавлала Триведи орденом Падма вибхушан — второй по высоте гражданской наградой Индии. Однако несколько современных индуистских журналов опубликовали о Триведи под редакционным комментарием, что он был очень подчинён британцам, и губернаторство в Одише было предоставлено ему в награду за его услуги британцам в Индии.